# ジョーン・ヒントン
ジョーン・ヒントン（Joan Hinton、1921年10月20日 - 2010年6月8日）は、アメリカ合衆国の核物理学者であり、ロスアラモス国立研究所でのマンハッタン計画に従事した数少ない女性科学者の一人である。1949年以降は中華人民共和国に在住し、夫のアーウィン・エングストとともに農業に従事し、中国の社会主義経済の発展に参加した。寒春の中国語名を持つ。

## 若年期とおいたち
ヒントンは1921年10月20日にイリノイ州シカゴで生まれた。
父のセバスチャン・ヒントンは弁護士で、ジャングルジムを発明したことで知られている。父方の曽祖父に数学者のジョージ・ブール、祖父に数学者のチャールズ・ハワード・ヒントン、大叔母（祖母の妹）に小説家のエセル・リリアン・ヴォイニッチがいる。母のカーメリタ・ヒントンは教育者で、バーモント州の独立系進学校であるパットニー・スクールの創立者である。姉のジーン・ヒントン・ロスナー（Jean Hinton Rosner、1917年 - 2002年）は、公民権運動や平和運動の活動家だった。

## 教育
パットニー・スクールを卒業した後、ベニントン大学で物理学を学び、自然科学の学士号を取得して卒業した。1944年、ウィスコンシン大学で物理学のPh.D.を取得した。
1940年に開催予定だった札幌冬季オリンピックのスキーのアメリカ代表チームの一員に選ばれたが、大会は開催されなかった。

## キャリア

### 核物理学者
ヒントンは、ロスアラモス国立研究所でマンハッタン計画に従事した。エンリコ・フェルミの監督のもとで、アラモゴードでのトリニティ実験に使う中性子検出器の校正を行い、非公式な立場ながら核実験の様子を目撃していた。
その3週間後、アメリカ政府が広島と長崎に核爆弾を投下したことを知って、ヒントンは衝撃を受けた。ヒントンはマンハッタン計画を離れ、ワシントンで政府に原子力の国際化を働きかけた。

### 中国への移住
兄のウィリアム・ヒントン（1919-2004）は、1937年に初めて中国を訪れ、第二次世界大戦後に帰国した。1966年に刊行された彼の著書『翻身』(Fanshen)には、中国共産党が支配する中国北西部での農地改革の様子が描かれている。
1948年3月、ヒントンは中国に渡った。孫文の未亡人で上海に住む宋慶齢のもとで働き、中国共産党との接触を試みた。1949年に共産党が首都北京を制圧したのを知った後、共産党の活動拠点だった延安に移り、1946年から中国で活動していたアーウィン・エングスト（中国名 陽早）と結婚した。5か月間洞窟で生活した後、1949年に国営農場で働くために内モンゴルに移った。そこは、柵で囲まれた電気もラジオもない村だった。村が山賊に襲われたこともあった。アメリカでは、家族と科学者のグループ以外、誰も2人の消息を知らなかった。
1952年10月、ヒントンは北京で開かれたアジア太平洋地域平和会議に出席し、アメリカによる原爆投下を非難した。アメリカでは、ヒントンが中国の核兵器開発に協力しているのではないかという疑惑の目が向けられた。陸軍マッカーシー公聴会では、ヒントンと兄のウィリアムについての質問が出た。
1955年5月、夫妻は3人の幼い子供たちとともに、西安近郊の農場に移り住んだ。1966年4月、文化大革命が始まると、一家は北京に移り、翻訳者や編集者として働いた。
1956年、ヒントンは中国の永住権を取得したが、アメリカの市民権も維持した。
1966年8月29日（別の資料では6月）、ヒントンと夫のアーウィン・エングスト、中国在住のアメリカ人のアン・トムキンス、兄ウィリアムの元妻のバーサ・スネックは、次のような大字報（壁新聞）を掲げた。
外国人がこのような待遇を受けるために、どのような怪物や奇人が糸を引いているのだろうか? 中国で働く外国人は、どのような階級的背景を持っていようと、革命に対する態度がどのようなものであろうと、全員が「5つの『ない』と2つの『ある』」を持っている。5つの「ない」とは、第1に肉体労働をしない、第2に思想改革をしない、第3に労働者や農民と接触する機会がない、第4に階級闘争に参加しない、第5に生産闘争に参加しない、である。2つの「ある」とは、第1に非常に高い生活水準を持っている、第2にあらゆる種類の専門性を持っている、である。これはどういう概念なのか? これはフルシチョフ主義であり、修正主義的思考であり、階級搾取である! （中略）我々は要求する。（中略）第7に、中国人と同じ生活水準、同じレベルを、第8に特別扱いしないことを。プロレタリア文化大革命万歳!
この大字報の写しを見た毛沢東は、「革命的な外国人とその子供は中国人と同じように扱うべきだ」という指令を出した。
1972年、ジョーン・ヒントンとアーウィン・エングストは、北京近郊の農場で再び農業に従事し始めた。
1987年6月、ウィリアム・ヒントンが改革政策による変化を取材するために山西省の大寨村に行き、同年8月にはジョーン・ヒントンも滞在した。
1996年のCNNのインタビューでは、中国に50年近く滞在したことについて、「［私たちは］こんなに長く中国にいるつもりはなかったが、あまりにも追いつめられて離れられなかった」と語っている。ヒントンは、1970年代後半に鄧小平による経済改革が始まってからの、彼女と夫が見てきた中国の変化について語った。ヒントンは、中国人の多くが資本主義を受け入れたことで、「社会主義の夢が崩壊するのを見た」と述べた。2004年のMSNBCのインタビューでは、中国の経済の変化を「社会主義の大義に対する裏切り」と批判的に評価している。ヒントンは、中国社会において搾取が増加していると指摘している。
2003年に夫が死去した後、ヒントンは中国に1人で暮らしていた。3人の子供たちはアメリカに移住したが、ヒントンは「中国がまだ社会主義だったら、彼らは残っていたかもしれない」と語っている。ヒントンは、「旅行に便利だから」とアメリカの市民権を保持していた。息子の陽和平（フレッド・エングスト）は、2007年に北京に戻り、対外経済貿易大学の教授に就任した。
2005年に発表したエッセイ"The Second Superpower"（第二の超大国）の中で、ヒントンは「現在、世界には2つの対立する超大国がある。一方はアメリカ、もう一方は世界の世論である。前者は戦争で成功する。後者は平和と社会正義を求めている」と述べている。

## 私生活
1949年、中国の陝西省延安市で、乳牛の専門家であるアーウィン・エングスト（1919-2003）と結婚した。2人の間には、ビルとフレッドという2人の息子と、カレンという1人の娘が生まれた。1923年、ヒントンの父親は治療のために入院したときに自殺した。
2010年6月8日、ヒントンは中国の北京において88歳で死去した。

### 英語
- Joan Hinton: From a Farm in Sian:  Letter to Anna Louise Strong (January 12, 1963)
- Joan Hinton: The Second Superpower (Beijing International Peace Vigil)
- Rafal T. Prinke: The Booles and Related Families
- Li Jing: Beijing issues ‘green cards’ to foreigners (China Daily, August 23, 2004)
- Rob Gifford: Portraits of a Changing China—American Maoist Joan Hinton (National Public Radio, September 3, 2002)
- Caroline L. Herzenberg: Hyde Park Women in the Manhattan Project (Hyde Park Historical Society 2004)
- Charles W. Hayford, "Joan Hinton (1921-2010)," The China Beat (July 15, 2010)
- Staunch Proletarian Internationalists and Anti-imperialist Fighters (International Network for Philippine Studies, August 1, 2002)
- Robert F. Tinker: Science Standards: Promises and Dangers. In: Hands On!, (Cambridge: MA, TERC), v. 16, no.1 (Spring 1993) pp. 2, 17–19.
- Seth Faison: History's Fellow Travelers Cling to Mao's Road (New York Times, August 28, 1996)
- Andrea Koppel: Leftist Americans in China grieve shift to capitalism (CNN, October 1, 1996)—with photo of Sid Engst and Hinton
- Catherine Rampell: The atom spy that got away American defector to Maoist China not happy with 56 years of progress (NBC, August 13, 2004)
- Brauchli, Marcus. 'To foreigners who sought a new life, China's market reforms are a betrayal.' Wall Street Journal. 11 Sept. 1999.
- Rare blood donated to save American friend (China Daily, October 23, 2003)
- The Blonde Atomic Traitress Gerry Kennedy tells the story of Joan and William Hinton. Broadcast on BBC Radio 4, May 14, 2007

### 中国語
- Zhōngguó nóngjīyuàn nóngjī shìyànzhàn jiǎnjiè 中国农机院农机试验站简介 (an introduction to Joan Hinton's farm; Chinese Academy of Agricultural Mechanization Sciences)
- Měi nǚ hédàn zhuānjiā Zhōngguó yǎng niú 57 nián cháng gěi zǒnglǐ dì zhǐtiáo 美女核弹专家中国养牛57年 常给总理递纸条 ) (An American woman nuclear bomb expert has been raising cattle in China for 57 years; she often writes to the prime minister; China Radio International, October 3, 2005
- Nà shì wǒ de gēgē Hán Dīng 那是我的哥哥韩丁  (That's my brother Bill Hinton; Haidian dang'anguan)
- Yáng Zhènníng 杨振宁: Yáng Zhènníng yǎn zhōng de tóngchuāng hǎoyǒu Dèng Jiàxiān 杨振宁眼中的同窗好友邓稼先 (Deng Jiaxian in the eyes of his good friend Yang Zhenning; October 13, 2004)
- Yáng Zǎo Hán Chūn duì Zhōngguó rǔyè zhī gòngxiàn 阳早寒春对中国乳业之贡献 (Erwin Engst and Joan Hinton's contributions to the Chinese dairy industry; Beijing Youth Daily, January 2004)
- Lǐ Yán 李言: Yī shēng gān wéi Zhōngguó niú 一生甘为中国牛 (Guangming Daily, May 26, 2004)
- Cānjiā "wéngé" de wàiguórén 参加“文革”的外国人 (Foreigners who participated in the "Cultural Revolution"; Hanwang, March 14, 2002)